# 李谊 (舒王)
李谊（？—805年10月28日），原名李谟，唐德宗的养子，获封为舒王。曾卷入皇位继承人选的斗争，在宪宗即位后不久去世。

## 生平

### 參與軍國事務
李谟的生父為唐代宗次子李邈。李邈早逝，代宗命令太子李秘密收养李谟作为第二子。大历十四年（779年），李适即皇帝位，是为唐德宗。长子李诵被立为太子；李谟获封为舒王，拜开府仪同三司。建中元年（780年），德宗考虑到舒王在诸王中年龄最大，打算让他接受历练，任命他为四镇北庭行军、泾原节度大使（以孟皞为留后）。二年（781年），尚父郭子仪临终，舒王代表皇帝前往探视。
建中四年（783年），淮西节度使李希烈叛乱，围困哥舒曜于襄城，大败前来救援的李勉。朝廷震动，诏命舒王改名李谊，为扬州大都督，持节任荆襄、江西、沔鄂等道节度兼诸军行营兵马元帅，以萧复为户部尚书兼御史大夫、元帅府统军长史，率领南方军队征讨李希烈。军中议论，安史之亂时哥舒翰以元帅身份战败，而舒王同为元帅，称呼中也有“舒”字，于是德宗将其封号改为普王。普王还没来得及离京，本来受命去援救襄城的泾原士兵突然发动兵变，拥立朱泚为主帅，进攻长安。普王乃跟随德宗逃往奉天。朱泚攻打奉天城，普王日夜不停传递诏令、慰劳守城军士。兵变平息後，随德宗返京，恢复舒王封号，仍旧开府仪同三司、任扬州大都督。

### 卷入废立风波
贞元三年（787年），太子妃萧氏之母、郜國公主被告发与多人私通，德宗大怒，严厉斥责太子，有意改立舒王为储君。宰相李泌坚决反对，认为不应废子、立侄，就算废除太子，也应该立皇孙为继承人。
贞元二十一年（805年）正月，德宗驾崩。因太子在不久前中风，宦官势力试图借此阻碍其继位，改立其他人。翰林学士衛次公坚决主张由太子继位，必不得已也应该立太子之子、广陵王李淳。最终太子李诵即位，是为唐顺宗。三月，李淳被立为太子。八月，顺宗禅位，为太上皇；太子即位，是为唐宪宗。值此政局动荡之际，一位名叫罗令则的长安道士前往普润，自称奉太上皇诏，劝说秦州刺史劉澭参与政变、另立皇帝，结果被劉澭下狱。十月初三，舒王去世，憲宗罷朝三天。同月，罗令则在长安被处死。王芸生、章士釗、卞孝萱等学人認爲，舒王之死属非正常死亡，跟罗令则之事有關，罗令则劝说劉澭擁立的就是舒王。

## 家庭
舒王生有二子：寧塞郡王、太僕卿李涉，清河郡王、太府卿李汭。